# Lenguas papúes occidentales
Las lenguas papúes occidentales son una familia propuesta por Ross formada por una docena de lenguas papúes habladas en la península de Doberai (Península Vogelkop) en la parte más occidental de la Isla de Papúa y también en la isla de Halmahera, habladas en total por unas 220 000 personas.
Las lenguas mejor estudiadas de este grupo son el ternate (con 50 000 hablantes), que es una lingua franca regional y que junto con el tidore, son las lenguas de los reinos medievales rivales de Ternate y Tidore, reinos que competían por el comercio de especias.
El lingüista alemán Wilhelm Schmidt relacionó por primera vez algunas lenguas de Doberai con las lenguas de Halmahera en 1900. En 1957, Cowan relacionó estas lenguas con las lenguas no-austronesias de Timor. Stephen Wurm coniseró que aunque existían trazas de lenguas papúes occidentales en las lenguas de Timor, y también en las lenguas de las islas Aru y Gran Andamán, esto se debía a un substrato común y que en cambio estas lenguas debían clasificarse como parte de las lenguas trans-neoguineanas, las lenguas austronesias o las Lenguas de las islas Andamán según el caso.

## Clasificación
En 2005 Malcolm Ross hizo una propuesta tentativa en la que las lenguas papúes occidentales se consideraban parte de una superfamilia macropapú occidental que también incluiría al yawano y a las lenguas de Doberai occidental. Las lenguas papúes occidentales propiamente dichas se distinguiría de esta otra superfamilia macropapú, en las formas na~ni para el pronombre de segunda personas del singular.
La clasificación que se da aquí se basa en Wurm, modificada para reflejar la clasificación del Halmaherano septentrional de 1988. Wurm propone subdivisiones del grupo macropapú occidental en familias (con un grado interno de parentesco similar al de las lenguas germánicas), agrupaciones (con un grado interno de parentesco similar al de las lenguas indoeuropeas), y phyla (con un grado de parentesco como el de las lenguas afroasiáticas). El papú occidental es un phylum de acuerdo con este terminología:
Wurm propone el siguiente árbo cladístico apra las familias que conforman en phylum:

|  | lenguas de Doberai occidental                             |
|  |                                                           |
|  | \| \| Abun \| \| \| \| \| \| Lenguas Mai Brat \| \| \| \| |
|  |                                                           |
|  | Abun                                                      |
|  |                                                           |
|  | Lenguas Mai Brat                                          |
|  |                                                           |

|  | Abun             |
|  |                  |
|  | Lenguas Mai Brat |
|  |                  |

|  | lenguas de Doberai occidental                             |
|  |                                                           |
|  | \| \| Abun \| \| \| \| \| \| Lenguas Mai Brat \| \| \| \| |
|  |                                                           |
|  | Abun                                                      |
|  |                                                           |
|  | Lenguas Mai Brat                                          |
|  |                                                           |

|  | Abun             |
|  |                  |
|  | Lenguas Mai Brat |
|  |                  |

|  | lenguas de Doberai occidental                             |
|  |                                                           |
|  | \| \| Abun \| \| \| \| \| \| Lenguas Mai Brat \| \| \| \| |
|  |                                                           |
|  | Abun                                                      |
|  |                                                           |
|  | Lenguas Mai Brat                                          |
|  |                                                           |

|  | Abun             |
|  |                  |
|  | Lenguas Mai Brat |
|  |                  |

|  | lenguas de Doberai occidental                             |
|  |                                                           |
|  | \| \| Abun \| \| \| \| \| \| Lenguas Mai Brat \| \| \| \| |
|  |                                                           |
|  | Abun                                                      |
|  |                                                           |
|  | Lenguas Mai Brat                                          |
|  |                                                           |

|  | Abun             |
|  |                  |
|  | Lenguas Mai Brat |
|  |                  |

La clasificación de Ethnologue (2009) es similar (aunque no considera como ramas al mpur, al hattam, al abun y a las lenguas mai brat) e incluye a las lenguas yawanas.
La myaor parte de lenguas de Nusatenggara Oriental e islas Molucas parece tener cierta influencia de un substrato de tipo no austronesio, posiblemente emparentado con el papú occidental.

## Descripción lingüística

### Pronombres
Los pronombres que M. Ross reconstruye para el proto-papú occidental son:
| yo   | *da, *di-     | nosotros (incl.) | *mam, *mi-      |
| yo   | *da, *di-     | nosotros (excl.) | *po-            |
| tú   | *ni, *na, *a- | vosotros         | *nan, *ni-      |
| ella | *mV           | ellos            | *yo, *ana, *yo- |
Estos pronombres son compartidos por el "núcleo" de lenguas papúes occidentales. El hattam refleja de estos solo las formas para 'yo' y 'tú', mientrasq ue el amberbaken sólo las formas para 'tú' y 'ella'.

#### Comparación léxica

##### Numerales
Los numerales en diferentes ramas papúes occidentales son:
| GLOSA | Mpur (Amberbaken) | Hattam (Borai) | PROTO- DOBERAI OCC. | Apun (Abun) | PROTO- MAIBRAT | PROTO- HALMAHERA |
| ----- | ----------------- | -------------- | ------------------- | ----------- | -------------- | ---------------- |
| '1'   | tu⁴               | gom            | *mere-              | dik         | *sau           | *ri-mói          |
| '2'   | dokir             | can            | *alak~*ali-         | weʔ         | *aiwok         | *rɔ-modí[di]     |
| '3'   | de⁴nur            | nə'nɡai        | (*tolu-)            | gli         | *tuf           | *rɔ-ʔaŋe         |
| '4'   | (bwat)            | pə'kai         | (*ɸat)              | (at)        | *tit           | *rɔ-hata         |
| '5'   | me                | mu'ciʔ         | *maɸot              | momek       | *mat(?)        | *rɔ-motoha       |
| '6'   | 5+1               | winda'gom      | *mata-mere          | mau ke'mat  | *krem-sau      | *rɔ-ra           |
| '7'   | 5+2               | winda'can      | *mata-la-           | mau (pit)   | krem-aiwok     | *tu-modí[ŋi]     |
| '8'   | 5+3               | muhun 'danɡiai | *mata-(tolu-)       | mau sombo   | *krem-tuf      | *tup-ʔaŋe[re]    |
| '9'   | 5+4               | mənda'tai      | *mata-(ɸat)         | mau (si)    | *krem-tit      | (*siwo-)         |
| '10'  | unki¹r tu⁴        | 'səmənai       | *gihar              | mau syu     | ?              | *ɲagi-moi        |
Los morfemas entre paréntesis son préstamos del austronesio.

##### Vocabulario básico
Vocabulario básico:
| familia              | idioma                             | cabeza                                  | cabello                          | oreja                                 | ojo                                              | nariz         | diente                     | lengua                                | pierna                            | sangre            | hueso                | piel                       | pecho |
| -------------------- | ---------------------------------- | --------------------------------------- | -------------------------------- | ------------------------------------- | ------------------------------------------------ | ------------- | -------------------------- | ------------------------------------- | --------------------------------- | ----------------- | -------------------- | -------------------------- | ----- |
| Trans-New Guinea     | Proto-Trans-New Guinea             | *kobutu; *kV(mb,p)utu; *mUtUna; *mVtVna | *iti; *(nd,s)umu(n,t)[V]; *zumun | *ka(nd,t)(i,e)C; *kat(i,e)C; *tVmV(d) | *g(a,u)mu; *ŋg(a,u)mu; *(ŋg,k)iti [maŋgV]; *nVpV | *mundu; *mutu | *magata; *maŋgat[a]; *titi | *balaŋ; *mbilaŋ; *me(l,n)e; *me(n,l)e | *kani(n); *k(a,o)ond(a,o)C; *kitu | *ke(ñj,s)a; *kesa | *kondaC; *kwata(l,n) | *gatapu; *(ŋg,k)a(nd,t)apu | *amu  |
| Timor-Alor-Pantar    | Proto-Timor-Alor-Pantar (Schapper) |                                         |                                  | *-waRi                                |                                                  | *-mVN         | *-wasin                    | *-lebuR                               | *buta                             | *waj              | *se(r, R)            |                            | *hami |
| Timor-Alor-Pantar    | Proto-Timor-Alor-Pantar (Usher)    |                                         |                                  | *ˈwali[k]                             | *ina                                             | *muni[k]      | *ˈwasin                    |                                       | *iˈdi                             | *waⁱ[s]           |                      | *pasu                      | *ami  |
| Tambora              | Tambora                            | kokóre                                  | búlu                             |                                       | saing'óre                                        | saing kóme    | sóntong                    |                                       | maimpo                            | kiro              |                      |                            |       |
| North Halmahera      | Proto-North Halmahera              | *sahek                                  | *hutu                            | *ŋauk                                 | *lako                                            | *ŋunuŋ        | *iŋir                      | *akir                                 | *ḋohu                             | *aun              | *koboŋ               | *kahi                      |       |
| West Bird's Head     | Moi                                | sawa                                    | sagin                            |                                       | suo                                              |               | efek                       |                                       | telek                             | sayam             | ofun                 | baik                       | kelem |
| Abun                 | Abun (Karon Pantai)                | məsu                                    | go                               |                                       | ŋgro                                             |               | sios                       |                                       | kwes                              | nde               | dini                 | da                         |       |
| Mpur                 | Mpur (Kebar)                       | èbuam                                   | buambor                          |                                       | yam                                              |               | bir                        |                                       | èipèt                             | far               | ip                   | fièk                       |       |
| Maibrat              | Mai Brat                           | ana                                     | amawian                          |                                       | nasu                                             |               | bait                       |                                       | taa                               | mes               | tai                  | arak                       |       |
| Konda-Yahadian       | Konda                              | wesi                                    | sinamu                           |                                       | nuburu                                           |               | unamu                      |                                       | be                                | ua                | toroni               | giri                       |       |
| Inanwatan-Duriankere | Duriankere                         | akaporo                                 | asari                            |                                       | kabu                                             |               | epo                        |                                       | kepo                              | aru               | atoko                | agino                      |       |
| South Bird's Head    | Proto-East SBH                     |                                         | *karar                           | *qer[aw]                              |                                                  | *mitob        | *resin                     | *nun                                  | *sor                              | *a[m/p]as         | *toq                 |                            | *did  |
| East Bird's Head     | Meyah                              | ibirfa                                  | feji                             |                                       | itec                                             |               | bufon                      |                                       | maki                              | mugufu            | mofora               | mofos                      |       |
| East Bird's Head     | Manikion                           | mogt                                    | mokodi                           |                                       | ma-i resi                                        |               | mokta                      |                                       | mohoti-muʔ                        | mokuhi            | mori                 | mos                        |       |
| East Bird's Head     | Hatam                              | boŋwak                                  | ŋta                              |                                       | iai                                              |               | kway                       |                                       | mij                               | ŋgrom             | injun                | ŋkek                       |       |
| Yapen                | Yawa                               | akari                                   | bwin                             |                                       | nami                                             |               | atu                        |                                       | najo                              | madi              | pae                  | kea                        |       |

| familia              | idioma                             | piojo  | perro     | puerco | ave                                             | huevo                        | tree                | sol                       | moon                                   | agua                         | fuego                                                      | piedra                             | camino    |
| -------------------- | ---------------------------------- | ------ | --------- | ------ | ----------------------------------------------- | ---------------------------- | ------------------- | ------------------------- | -------------------------------------- | ---------------------------- | ---------------------------------------------------------- | ---------------------------------- | --------- |
| Trans-New Guinea     | Proto-Trans-New Guinea             | *niman |           |        | *n(e,i); *n(e)i; *n[e]i; *yak; *yaka[i]; *yanem | *maŋgV; *munaka; *mun(a,u)ka | *ida; *inda ~ *iñja | *kamali; *kamuli; *ketana | *kal(a,i)m; *kamali; *takVn; *takVn[V] | *nok; *(n)ok; *ok(u); *ok[V] | *inda; *k(a,e)dap; *k(a,e)(n,d)ap; *kambu; *k(a,o)nd(a,u)p | *kamb(a,u)na; *(na)muna; *[na]muna |           |
| Timor-Alor-Pantar    | Proto-Timor-Alor-Pantar (Schapper) |        |           | *baj   | *(h)adul                                        |                              | *hate               | *wad(i, u)                | *hur(u)                                | *jira                        | *hada                                                      | *war                               | *jega     |
| Timor-Alor-Pantar    | Proto-Timor-Alor-Pantar (Usher)    | *amin  | *ˈj[a]bar |        | *ˈadz[o]l                                       | *ˈudu                        | *at[eⁱ]             | *ˈwadu                    |                                        | *ˈira                        | *aˈda                                                      | *war                               | *ˈ[ja]gal |
| Tambora              | Tambora                            |        |           | kíwu   | kilaíngkong                                     | andik                        |                     |                           |                                        | naino                        | maing'aing                                                 |                                    |           |
| North Halmahera      | Proto-North Halmahera              | *gani  | *kaso     |        |                                                 | *boro                        | *gota               |                           | *ŋoosa                                 | *aker                        | *uku                                                       | *teto                              |           |
| West Bird's Head     | Moi                                | tolok  | sdam      | kodus  | -kesik                                          |                              | ouk                 | (ne) dala                 |                                        | dewe                         |                                                            | kala                               | yak       |
| Abun                 | Abun (Karon Pantai)                | mim    | ndar      | yot    | namgau                                          | bem                          | kew                 | kam                       |                                        | sur                          | bot                                                        | jok                                |           |
| Mpur                 | Mpur (Kebar)                       | èyim   | pir       | duaw   | if                                              | bua                          | perau               | put                       |                                        | war                          | yèt                                                        | bit                                |           |
| Maibrat              | Mai Brat                           | xate   | matax     | fane   | ru                                              | mauf                         | ara                 | ayo                       |                                        | aya                          | tafox                                                      | fra                                |           |
| Konda-Yahadian       | Konda                              | ano    | ajia      | ba     | boro                                            | wu                           | oxot-moro           | ci                        |                                        | abia                         | ucua                                                       | patyo                              |           |
| Inanwatan-Duriankere | Duriankere                         | kono   | meymo     | bi     | dorimo                                          | aguo                         | a                   | tigi                      |                                        | sa                           | weyko                                                      | medapo                             |           |
| South Bird's Head    | Proto-East SBH                     | *kon   |           |        | *kanen                                          | *wuk                         | *qemin              | *teg[ed]                  | *mo[k/q]                               | *sai                         |                                                            |                                    | *aum      |
| East Bird's Head     | Meyah                              | mec    | mes       | mek    | mem                                             | ofou                         | merga               | mowa                      |                                        | mei                          | mowoxo                                                     | mamu                               |           |
| East Bird's Head     | Manikion                           | kuta   | mehi      | hweij  | ba                                              | moʔwuʔ                       | sako                | idesi; igda               |                                        | tohu                         | smow                                                       | idahabu                            |           |
| East Bird's Head     | Hatam                              | mem    | msien     | naba   | ha                                              | tuŋwei                       | bie-incem           | mpau                      |                                        | (mi)ney                      | sum                                                        | tiy                                |           |
| Yapen                | Yawa                               | eme    | make      | bugwe  | insane                                          | kami                         | nyo                 | uma                       |                                        | karu (?)                     | tanam                                                      | oram                               |           |

| familia              | idioma                             | hombre      | mujer          | nombre             | comer     | uno     | dos           |
| -------------------- | ---------------------------------- | ----------- | -------------- | ------------------ | --------- | ------- | ------------- |
| Trans-New Guinea     | Proto-Trans-New Guinea             | *abV; *ambi | *panV; *pan(V) | *ibi; *imbi; *wani | *na; *na- |         | *ta(l,t)(a,e) |
| Timor-Alor-Pantar    | Proto-Timor-Alor-Pantar (Schapper) |             |                |                    | *nVa      | *nukV   |               |
| Timor-Alor-Pantar    | Proto-Timor-Alor-Pantar (Usher)    | *nami       | *tubur         | *naⁱ               | *nawa     | *uˈkani |               |
| Tambora              | Tambora                            | sia-in      | óna-yit        |                    | mákan     |         | kálae         |
| North Halmahera      | Proto-North Halmahera              | *naur       | *ŋopeḋeka      | *roŋa              | *oḋom     | *moi    | *sinoto       |
| West Bird's Head     | Moi                                | kwak        |                | kedi               | wak       | mele    | ali           |
| Abun                 | Abun (Karon Pantai)                | bris        |                | gum                | git       | dik     | we            |
| Mpur                 | Mpur (Kebar)                       | mamir       |                | emuk               | barièt    | tu      | dukir         |
| Maibrat              | Mai Brat                           | sme         |                | asom               | ait       | sau     | ewok; eyok    |
| Konda-Yahadian       | Konda                              | riobo       |                | erunu              | no-       | mutyu   | rak           |
| Inanwatan-Duriankere | Duriankere                         | kwemo       |                | nye                | ni-       | motoni  | eiri          |
| South Bird's Head    | Proto-East SBH                     | *rabin      |                |                    |           | *onat   | *[ou]g        |
| East Bird's Head     | Meyah                              | nuna        |                | mofoka             | etmar     | ergens  | ergek         |
| East Bird's Head     | Manikion                           | giji        |                | moxo               | eth       | hom     | huay          |
| East Bird's Head     | Hatam                              | pənain      |                | ineŋa              | jem       | kom     | can           |
| Yapen                | Yawa                               | ana         |                | tam                | rais      | utabo   | jiru          |